# 58622 Setoguchi
58622 Setoguchi è un asteroide della fascia principale. Scoperto nel 1997, presenta un'orbita caratterizzata da un semiasse maggiore pari a 2,6375790 UA e da un'eccentricità di 0,0911202, inclinata di 13,80202° rispetto all'eclittica.